# Хибрис
Хибрис (грч. ὕβρις [hýbris] – охолост, објест, пркос, насиље) је у старогрчкој етици преступнички поступак човјека којим се овај супротставља утврђеном, божанском моралном систему што влада свијетом и људима, оличеном у начелу „ничега превише, ништа преко мјере”, чији су чувари богови. Овај преступ, који потиче из прекомјерног човјековог властољубља, превелике сигурности у себе, похлепе, пожуде или неке друге страсти не остаје некажњен. Божанску одмазду врше ериније, еумениде, моира и Немеза, богиња освете, која „унижава оно што је уздигнуто, обара пресрећног с његове висине, и која тим начином успоставља једнакост”. Хибрис, односно човјеково богобораштво и испаштање тог сагрешења оквири су свеколике старогрчке трагедије. Хибрис у античкој трагедији слиједи презасићеност, а потом пропаст. У Есхиловој Орестији Клитемнестра пролази кроз три фазе када (1) убија Агамемнона, (2) прељубнички живи са Егистом и (3) када је убије Орест. 